# Avanton
Avanton é uma comuna francesa na região administrativa da Nova Aquitânia, no departamento de Vienne. Estende-se por uma área de 10,8 km². Em 2010 a comuna tinha 2 228 habitantes (densidade: 206,3 hab./km²).